# Губитак значаја
Губитак значаја је непожељан ефекат у прорачунима користећи фину прецизну аритметику као што је аритметика са плутајућим тачкама. Појављује се када операција на два броја повећава релативну грешку значајно више него што повећава апсолутну грешку, на пример у одузимању два скоро једнака броја (позната као катастрофална отказивање). Ефекат је да се број значајних цифара у резултату смањује неприхватљиво. У нумеричкој анализи се истражују начини за избјегавање овог ефекта.

## Демонстрација проблема
Ефекат се може показати децималним бројевима. Следећи пример показује губитак значаја за тип података са децималним бројем плутајућих места са 10 значајних цифара:
Размотримо децимални број
```
 0,1234567891234567890
```

Представљање овог броја са плутајућом тачком на машини која држи 10 бројева са плутајућим тачкама биће
```
  0,1234567891
```

што је прилично близу када се мери грешка као проценат вредности. Веома је другачија када се мери у редоследу прецизности. Први је тачан на 10 × 10-20, док је други тачан до 10 × 10-10.
Сада извршите обрачун
```
0,1234567891234567890 − 0,1234567890000000000
```

Одговор је тачан до 20 значајних цифара
```
  0,0000000001234567890
```

Међутим, на машини са 10 цифара са покретним зарезом, израчунавање даје
```
  0,1234567891 − 0,1234567890 = 0,0000000001
```

У оба случаја резултат је тачан на исти ред величине као и улази (-20 и -10). У другом случају, чини се да је одговор имао једну значајну цифру, што би значило губитак значаја. Међутим, у рачунарској аритметици са плутајућим тачкама, све операције се могу посматрати као извршене на антилогаритама, за које правила за значајне бројке указују на то да број значајних цифара остаје исти као и најмањи број значајних цифри у мантизама. Начин на који то указује и представља одговор на 10 значајних бројки је:
```
1,000000000×10−10
```

## Решења
Могуће је изводити рачуне користећи тачну фракциону репрезентацију рационалних бројева и задржати све значајне цифре, али ово је често превише спорије од аритметике са плутајућим тачкама. Осим тога, обично само одлаже проблем: Шта ако су подаци тачни само за десет цифара? Исти ефекат ће се догодити. Један од најважнијих делова нумеричке анализе је да се избегне или минимизирају губитак значаја у прорачунима. Ако је основни проблем добро постављен, требало би да постоји стабилан алгоритам за његово решавање.